# Sherlock – Der blinde Banker
Der blinde Banker (Originaltitel: The Blind Banker) ist die zweite Episode aus der britischen Fernsehserie Sherlock. Die Erstausstrahlung lief am 1. August 2010 bei der BBC, die deutsche Premiere war am 31. Juli 2011 im Ersten.

## Handlung
Im National Antiquities Museum führt die Expertin für alte chinesische Keramik Soo Lin Yao einer Besuchergruppe eine Teezeremonie an einer historischen Teekanne vor, die regelmäßig durchgeführt werden muss, damit ihre Oberfläche keine Risse bekommt. Als sie nach Dienstschluss als Letzte das Museum verlassen will, macht sie eine Entdeckung, die sie sehr erschreckt, die aber zunächst im Unklaren bleibt.
Am nächsten Tag versucht John Watson einzukaufen, was aber an seiner mangels Guthabens gesperrten EC-Karte scheitert. Währenddessen behauptet sich Sherlock Holmes in ihrer Wohnung in der Baker Street 221B souverän gegen den Angriff eines vermummten Schwertkämpfers. Als John zurückkommt, hat Sherlock den Angreifer bereits außer Gefecht gesetzt, so dass John von dem Vorfall nichts mitbekommt. Er drängt Sherlock, einen neuen Auftrag anzunehmen, um ihre Geldprobleme zu beheben. Sherlock ist eher desinteressiert, nimmt dann aber doch einen Auftrag seines ehemaligen Studienfreunds Sebastian Wilkes an, der als Investment-Banker arbeitet. In seiner Bank gab es trotz modernster Sicherheitstechnik einen mysteriösen Einbruch. Dabei wurde aber nichts gestohlen, sondern nur zwei unbekannte Zeichen mit gelber Farbe an die Wand gesprayt, eins davon über die Augen eines Porträtgemäldes. Wilkes bietet den Detektiven eine hohe Geldsumme dafür, die Schwachstelle des Sicherheitssystems herauszufinden.
Sherlock findet durch geschicktes Kombinieren heraus, dass die Nachricht für den Bankmitarbeiter Eddie Van Coon bestimmt war, der für den Handel mit Hongkong zuständig ist. Als sich die beiden Detektive zu seiner Wohnung begeben, finden sie Van Coon ermordet auf, obwohl seine Wohnung von innen verschlossen war. Detective Inspector Dimmock, der in dieser Folge anstelle von Lestrade die Polizei vertritt, glaubt an Selbstmord und steht Sherlock und seinen Theorien skeptisch gegenüber. Doch wenig später wird der Journalist Brian Lukis unter den gleichen Umständen ermordet. Auch er hatte kurz zuvor die gleichen Zeichen gesehen. Sherlock kombiniert, dass der Mörder ein geschickter Kletterer sein muss, da die Dachfenster die einzigen Schwachstellen der Bank und der Wohnungen der Opfer sind. Die Detektive finden nun auch eine Verbindung zwischen den beiden Männern. Sie waren beide kurz zuvor aus China zurückgekehrt und hatten sich in dem Trödelladen „The Lucky Cat“ in der Londoner Chinatown getroffen. John entdeckt dort ähnliche Zeichen, die sich als alte chinesische Zahlensymbole herausstellen. Sherlock bemerkt in der Nähe die leerstehende Wohnung von Soo Lin Yao und bricht dort ein. Im Museum stellt sich heraus, dass Soo Lin eine Statue gesehen hat, auf die die gleichen Schriftzeichen gesprayt wurden wie bei den beiden Opfern. Kurz nach ihrer unheimlichen Entdeckung hat sie ihre Stelle gekündigt und ist verschwunden. Sherlock bemerkt jedoch, dass eine der Teekannen vor Kurzem benutzt wurde und versteckt sich nachts im Museum, wo er Soo Lin tatsächlich beim Durchführen der Teezeremonie antrifft. Sie erklärt, dass die Schriftzeichen den geheimen Code einer Schmugglerorganisation namens „Schwarzer Lotus“ darstellen, der sie früher selbst angehört hat. Der Code kann mithilfe eines Buches entziffert werden, das alle Mitglieder der Organisation besitzen. Der Mörder, der sich selbst „die Spinne“ nennt, ist ihr eigener Bruder und will sie ebenfalls töten, weil sie nicht wieder für den Schwarzen Lotus arbeiten wollte. Sherlock zeigt ihr ein Foto einer weiteren chiffrierten Nachricht, die er zuvor mithilfe des Sprayers Raz an der Wand eines Rangierbahnhofes entdeckt hat. Sie beginnt die Nachricht zu entschlüsseln, aber währenddessen dringt ihr Bruder in das Museum ein, lenkt die beiden Detektive ab und tötet Soo Lin, bevor sie die Dekodierung beenden kann.
Sherlock sieht nun seine frühere Vermutung bestätigt, dass Van Coon und Lukis als Schmuggler für den Schwarzen Lotus gearbeitet haben und dass einer von ihnen bei ihrem letzten Auftrag einen Teil der Beute gestohlen hat. Detective Inspector Dimmock, den Sherlock inzwischen von seinen Fähigkeiten überzeugen konnte, stellt ihnen sämtliche Bücher aus den Wohnungen der beiden Opfer zur Verfügung. Sie untersuchen diese die halbe Nacht auf Übereinstimmungen. John hat am nächsten Morgen keinen guten ersten Tag auf seiner neuen Arbeitsstelle als Vertretungsarzt, sondern schläft sogar in seinem Sprechzimmer aufgrund Übermüdung ein. Seine Arbeitgeberin Sarah Sawyer deckt ihn jedoch und willigt sogar ein, mit ihm auszugehen. Sherlock hat bereits drei Karten für die Vorstellung des chinesischen Wanderzirkus „Yellow Dragon“ besorgt, wo er die Drahtzieher der Schmugglerbande vermutet. Während Sarah und John die Vorstellung mit Akrobatik und Entfesselungskunst genießen, schleicht sich Sherlock hinter die Kulissen, um nach Hinweisen zu suchen. Dort wird er von einem der Bandenmitglieder überrascht und angegriffen, kann jedoch mit Sarahs und Johns Hilfe entkommen. Während er weiter nach dem Buch sucht, das für die Entschlüsselung des Codes benötigt wird, werden Sarah und John entführt. Sherlock kommt durch einen Zufall darauf, dass der Straßenatlas „London A–Z“ der Schlüssel ist und kann so die Botschaften dechiffrieren. Die beiden Zeichen, die die Opfer gesehen haben, bedeuten „toter Mann“ – eine Todesdrohung, und die Botschaft auf der Bahnhofswand lautet „9 Mill. für Jadenadel. Drachenhöhle schwarz Straßenbahn“. Die Jadenadel ist offenbar das gestohlene Schmuggelgut und die Drachenhöhle der stillgelegte Kingsway-Straßenbahntunnel. Dort werden John und Sarah von General Shan, der Anführerin der Bande, gefangen gehalten. Shan hatte versucht, John und Sherlock mit der an die beiden gerichteten chiffrierten Nachricht für ihre Suche einzuspannen. Sie glaubt, dass John Sherlock Holmes sei und versucht, ihm das Wissen über den Aufenthaltsort der Jadenadel abzupressen, indem sie Sarah – wie in der Zirkusvorstellung – gefesselt in die Schusslinie einer riesigen Armbrust mit zeitverzögertem Auslösemechanismus stellt. Sherlock kann die beiden gerade noch rechtzeitig finden und befreien, aber Shan entkommt.
Die Folge endet damit, dass Sherlock den gestohlenen Schatz als eine über 1000 Jahre alte Haarnadel einer chinesischen Kaiserin identifiziert, die Van Coon seiner Sekretärin, die auch seine Geliebte war, geschenkt hat, ohne ihren Wert zu erkennen, und die entkommene Shan sich per Videochat bei einer Person entschuldigt, die sich nur durch das Kürzel M zu erkennen gibt und der Organisation in London geholfen hatte. Sie versichert, dass sie seine Identität nicht verraten wird. Er antwortet: „Da bin ich mir sicher“ und Shan wird durch einen Scharfschützen erschossen.

## Kanon-Verweise
- Der Code ist eine Mischung zwischen denen aus Die tanzenden Männchen und Das Tal der Angst.
- Einen ausländischen Mörder, der an Wänden hochklettert und durch Dachluken einsteigt, gab es auch in Das Zeichen der Vier.

## Veröffentlichungen
Die Episode ist, zusammen mit den beiden restlichen der ersten Staffel, sowohl auf DVD als auch Blu-ray Disc erschienen.